# Abdelsalam Hamdy
Abdelsalam Hamdy (in arabo عبد السلام حمدى‎?; 1894) è stato un calciatore egiziano, di ruolo difensore.

## Carriera

### Nazionale
Con la nazionale egiziana partecipò sia ai Giochi olimpici di Anversa che a quelli di Parigi.